# Emydops
Genre
Espèce
Espèce
Emydops est un genre éteint de dicynodontes thérapsides du Permien d'Afrique du Sud. Il a été nommé en premier lieu par Robert Broom, paléontologue sud-africain, en 1912, lorsqu'il décrivait Emydops minor.
Par la suite, treize espèces furent rattachées au genre. La plupart furent considérées comme distinctes sur la foi de leurs dents et des différences de positionnement des os frontaux et pariétaux. Une étude de 2008 réduisit le genre à deux espèces, E. arctatus  (d'abord décrit par le paléontologue britannique Richard Owen sous le terme de Kistecephalus arctatus en 1876) et E. oweni, décrite plus récemment.

## Description

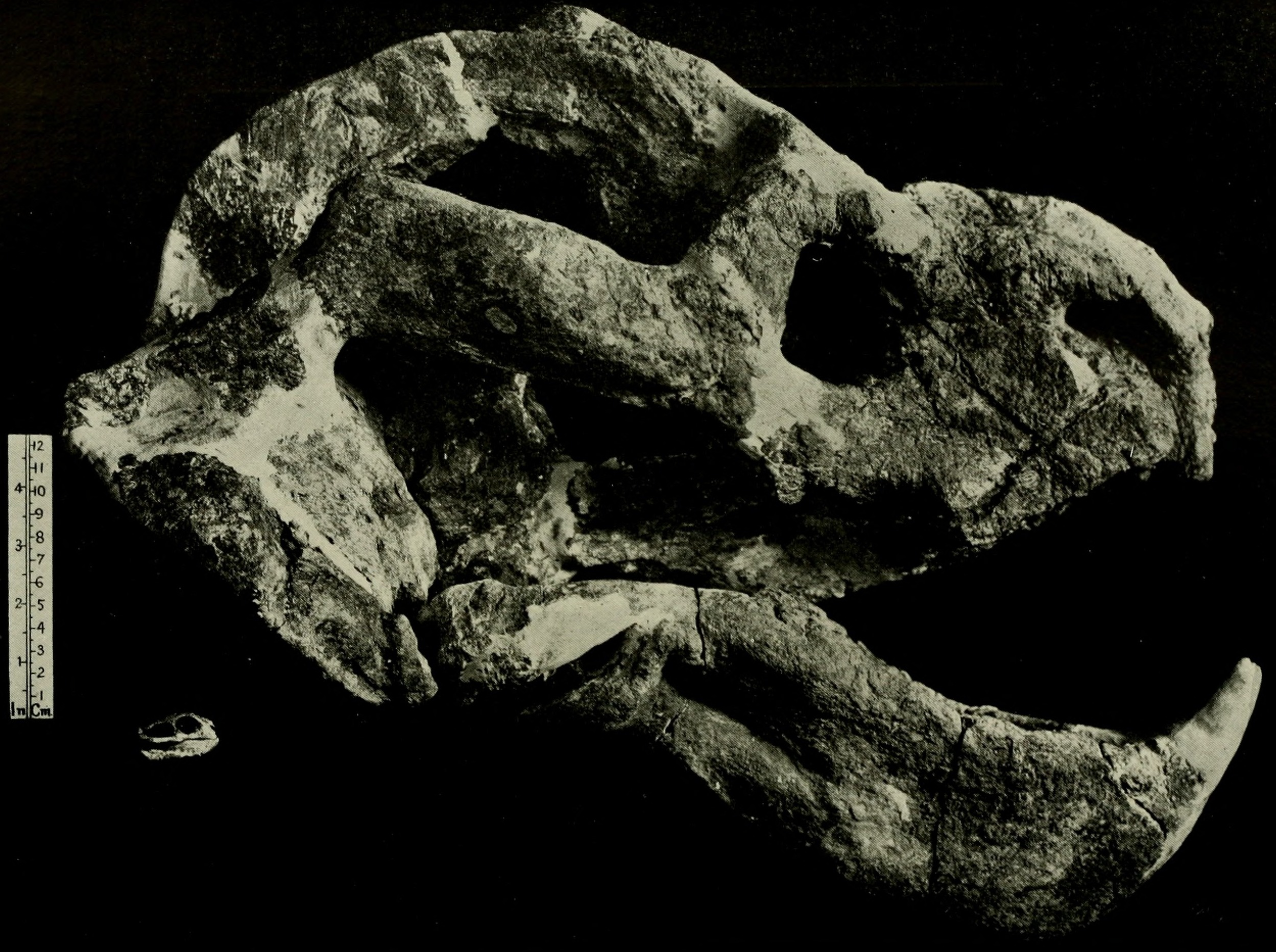
Crâne d'Endothiodon whaitsi et d'Emydops arctatus (en bas, près de l'indication de l'échelle).

Les deux espèces d'Emydops sont petites. Le crâne fait cinq centimètres de long. Des défenses sont présentes sur la plupart des crânes, quoique certains en soient dépourvus. Les orbites sont positionnées à l'avant du crâne, orientées vers l'avant et le haut. Une large zone de la mâchoire inférieure, appelée étagère dentale latérale, est distinctive du genre. La région temporale derrière les yeux est grande et l'arrière du crâne est large et de forme carrée. L'holotype d'E. oweni est inhabituel car il a deux paires de défenses. Cette seconde paire n'apparaît chez aucun autre cynodonte et est présente uniquement sur ce spécimen. Les défenses supplémentaires sont considérées comme une caractéristique pathologique ; on pense qu'elles résultent d'une mutation individuelle et ne sont pas caractéristiques de l'espèce.